# موآنا مو-کی
موآنا مو-کی (فرانسوی: Moana Moo-Caille‎؛ زادهٔ ۱۳ اوت ۱۹۸۸) دوچرخه‌سوار اهل فرانسه است.